# Noreia
Noreia foi uma antiga cidade na zona oriental dos Alpes, a capital do Reino Nórico. A sua localização ainda não foi determinada com precisão.
Alguns investigadores pensam que Noreia poderia corresponder com o assentamento céltico-romano escavado no Magdalensberg, na Caríntia, Áustria. Outros localizam-no em Zollfeld, Caríntia, ou perto de Liebenfels, no vale do rio Glan. Outra possibilidade  é a colina de Gracarca, ao lado do Klopeiner See, na Caríntia, uma zona na que foram encontrados vários túmulos de príncipes celtas.
Também é possível que houvesse mais de um local chamado Noreia. Parece que há duas entradas idênticas na Tabula Peutingeriana, um mapa do século IV. É mais provável, porém, que a dupla entrada de uma estação romana Noreia fosse um erro do copista.
Perto da cidade de Noreia, em 113 a.C., Cimbros e Teutões derrotaram um exército romano na Batalha de Noreia. Também não há certeza de que a situação da batalha e da capital de Nórica correspondessem com a mesma cidade.